# ألكسندر غروبر
ألكسندر غروبر (3 فبراير 1974 في جمهورية مقدونيا - ) هو مدرب كرة قدم ولاعب كرة قدم صربي في مركز الدفاع. لعب مع لخ بوزنان ونادي رودار بليفليا ونادي سلافيا-موزير ونادي فنتسبيلس ونادي فويفودينا وسينجليتش بلغراد ‏ وFK Zvezdara ‏ وFK Radnički Pirot ‏.

## وصلات خارجية
- ألكسندر غروبر على موقع قاعدة بيانات كرة القدم.إي يو (الإنجليزية)
- ألكسندر غروبر على موقع عالم كرة القدم.نت (الإنجليزية)